# 스냅드래곤 (영화)
스냅드래곤(Snapdragon)은 미국에서 제작된 워스 키터 감독의 1993년 스릴러 영화이다. 스티븐 바우어 등이 주연으로 출연하였고 아쇽 암리트라즈 등이 제작에 참여하였다.

## 출연

### 주연
- 스티븐 바우어
- 첼시 필드
- 파멜라 앤더슨

### 조연
- 매트 맥코이
- 케네스 티거
- 래리 마네티
- 랜스 하워드
- 글로리아 레로이
- 다이아나 리 수
- 아이린 수
- 마이클 몽스
- 존 F. 오도노휴
- 드류 스나이더

## 제작진
- 라인프로듀서: 로버트 E. 워터스
- 협력프로듀서: 브렌트 모리스
- 미술: 휘트니 브룩 휠러
- 의상: 론 탤스키
- 배역: 아드리아나 미쉘